# Vlastimil Jansa
Vlastimil Jansa (* 27. listopadu 1942, Nová Dubeč u Prahy, dnes Praha-Běchovice) je český šachový velmistr, mistr republiky v letech 1964, 1974 a 1984, mistr světa seniorů v kategorii 65+ v roce 2018.
Titul mezinárodního mistra získal Jansa roku 1965 a titul velmistra roku 1974. V letech 1964 až 1986 Jansa úspěšně reprezentoval Československo na deseti šachových olympiádách a byl společně s Janem Ambrožem, Vlastimilem Hortem, Janem Smejkalem a dnes slovenskými hráči Ľubomírem Ftáčnikem a Jánem Plachetkou členem družstva, které na šachové olympiádě v roce 1982 v Lucernu obsadilo druhé místo.
Jansa hrál v šesti pásmových turnajích mistrovství světa v šachu a v Praze roku 1985 se dělil o první místo. Na mezipásmovém turnaji v tom samém roce se dělil o dvanácté místo. Zvítězil nebo se o první místo dělil v řadě mistrovských a velmistrovských turnajů, např. v Primorsku 1973, v Amsterdamu 1974, v New Yorku 1974, v Paříži 1979, ve Vrnjačke Banji 1981, v Trnavě 1982, v Borganes 1985, v Gausdalu 1987 aj.
Jansa rovněž působil jako šachový trenér. V letech 1984–87 zastával funkci předsedy trenérské rady VŠS ÚV ČSTV. K jeho žákům patřil například David Navara, rovněž byl trenérem národního mužstva Lucemburska. Napsal několik šachových knih, například Dynamika strategie zahájení (2003) a společně s Vlastimilem Hortem Zahrajte si s velmistry (1975).